# Kazimierz Makarczyk
Kazimierz Makarczyk foi um jogador de xadrez da Polônia com participação nas Olimpíadas de xadrez de 1928 a 1935. Kazimierz conquistou a medalha de ouro por equipes em Hamburgo 1930, prata em Praga 1931 e duas de bronze em Haia 1928 e Varsóvia 1935.